# Chiriscus giambiagiae
Chiriscus giambiagiae är en kräftdjursart som först beskrevs av Torti och Bastida 1972.  Chiriscus giambiagiae ingår i släktet Chiriscus och familjen Chaetiliidae. Inga underarter finns listade i Catalogue of Life.